# Lola Melnick
Olga Melnyck o Melnick(Odesa, República Socialista Soviética de Ucrania, URSS;29 de octubre de 1982), más conocida por su nombre artístico Lola Melnick, es una bailarina y presentadora de televisión ucraniana de origen ruso. Ha realizado gran parte de su carrera en países como Argentina, Chile y actualmente Brasil.

## Biografía
Olga "Lola" Melnyck nació en Odesa, en la ex República Socialista Soviética de Ucrania, parte de la Unión Soviética. Proviene de una familia de etnia rusa, por ende, en su país natal solo aprendió a hablar idioma ruso. Como su padre trabajaba como diplomático le tocó viajar a muchos lugares. A los 14 años llegó a Francia donde aprendió francés e inglés. Posteriormente, viajó a Brasil y Argentina, aprendiendo portugués y español. Además, el 2003 viajó a Chile donde trabajó como actriz, bailarina y conductora de televisión.
Lola fue entrevistada por el presentador brasileño Jô Soares alcanzando fama debido a su belleza, carisma y dotes de baile.
Finalmente, después de varios años viviendo en Chile, decidió abandonar el país y retornar a Brasil para formar una carrera televisiva. Allí trabajó como jurado en un programa de danza en SBT llegando a los 13 puntos de audiencia. También fue presentadora en un programa de carnaval, logrando mayor reconocimiento.

## Controversias
En marzo de 2022 el programa chileno Mucho Gusto de Mega (canal de televisión de Chile) la entrevistó digitalmente para entregar una mayor perspectiva a la invasión de Rusia a Ucrania, declarando: "Nosotros éramos un pueblo unido, pero con etnias diferentes. Mi etnia siempre ha sido más pro rusa, pero también tengo sangre ucraniana. Nací en Ucrania, amo ese país". Para luego indicar: "El 12 de mayo Odesa sufrió un ataque. No por parte de Rusia, sino por parte de Ucrania". Sin embargo, aclaró que estos hechos no justifican el conflicto bélico. "Jamás voy a dar una opinión positiva para una guerra o invasión. Pero tenemos que entender que esto no pasó ahora. Esto está pasando hace ocho años".
En mayo de 2024 un seguidor de Instagram le consultó sobre sus molestias e incomodidades con Chile, y ella publicó: "No tengo solo una mala experiencia. La verdad lo que viví en Chile fue lo peor de mi vida. Entonces es claro que no le tengo cariño absurdo a esa época y que no tengo ganas de volver, ni nada por el estilo”. Aquellas declaraciones le valieron una serie de críticas, muchas de ellas incomprendidas. Sin embargo, ella se lo tomó con humor y sarcasmo. Días después se reveló que la verdadera razón detrás de sus declaraciones se remontan al año 2002. Una investigación sensacionalista por parte de la periodista chilena Laura Landaeta en el extinto diario La Nación Domingo la acusó de haber trabajado como chica de compañía durante su paso en Argentina.. Algunas fuentes de la época señalan que fue un rumor difundido por envidia de la industria televisiva.  También existe el rumor que el difusor habría sido su expareja argentina, luego de que ella se alejara de él debido a constantes malos tratos. Para zanjar aquello, el 23 de abril de 2025 Melnick viajó a Chile  y presentó una querella por injurias y calumnias  en contra de Laura Landaeta, declarando a la salida del Tribunal: "El impacto es enorme. Yo tenía 21 años, estaba sola en un país cuando, de repente, mi mundo se derrumbó".. El juicio se programó para el 16 de junio de 2025.

## Trabajos
- Bailarina (Argentina)
- El Portal de las Mascotas - Reportera (Argentina)
- El Sodero de Mi Vida - Actriz (Argentina)
- Morandé con Compañía - Actriz y bailarina (Chile)
- La Ley de la Selva - Reportera (Chile)
- Band Folia - Reportera (Brasil)
- SBT Folia - Reportera (Brasil)
- Se Ela Dança, Eu Danço - Jurado (Brasil)
- Domingo Legal - Reportera  Qual É o Seu Desejo? (Brasil)
- Programa Eliana - SBT.... Reportera (Brasil)
- Cante se Puder - Jurado (Brasil)